# Градът (Клифърд Саймък)
Вижте пояснителната страница за други значения на Градът.
Градът (на английски: City) е роман на американския писател фантаст Клифърд Саймък. Романът е издаден за първи път през 1952 г.

## Сюжет
Внимание:  Текстът по-долу разкрива сюжета на произведението (или части от него)!
Градовете на планетата са превърнати в пустиня. Автоматизацията е завладяла всяка част от човешкия живот. Хората са станали излишни и безполезни – един след друг те се отказват от мисловна дейност.
роботите правят космически кораби – те се стремят към звездите.
И кучетата завладяват Земята. В новия кучешки свят столетия след като последния човек е изчезнал продължават да се носят легенди в които се разказва че хората са били господари на кучетата и на цялата Земя. „Но това са само легенди на които никой не вярва“